# Aarø
Aarø of Årø is een Deens eiland in de Kleine Belt. Het ligt aan de oostkust van het zuidelijke landengte van Jutland, ten oosten van het op het Jutse vasteland liggende stadje Haderslev (Hadersleben).
Aarø maakt deel uit van de gemeente Haderslev in de regio Zuid-Denemarken.
Er is één officiële nederzetting, genaamd Aarøby aan de westkant van het eiland. De kerk (Julekirke) dateert uit 1906
Bij het dorp is een kleine haven, met een veerdienst naar het dorp Årøsund (Aarøsund). De zee-engte, genoemd Årø Sund, is ongeveer 1 km breed. De vuurtoren bij de haven dateert uit 1905.
Aan de rustige oostkant van het eiland is een beschermd gebied voor vogels.
Het eiland maakte deel uit van het hertogdom Sleeswijk, dat in 1864 door het Pruisische en Oostenrijkse leger werd veroverd, waarna Aarø een aantal jaren het noordelijkste eiland van Duitsland was. Sinds 1920 is het na een volksstemming in Noord-Sleeswijk, (weer) deel van Denemarken.
Ten noorden van Aarø liggen twee eilandjes: Linderum en Bastholm. Ten oosten, bij het natuurreservaat, ligt het waddeneilandje Aarø Kalv.

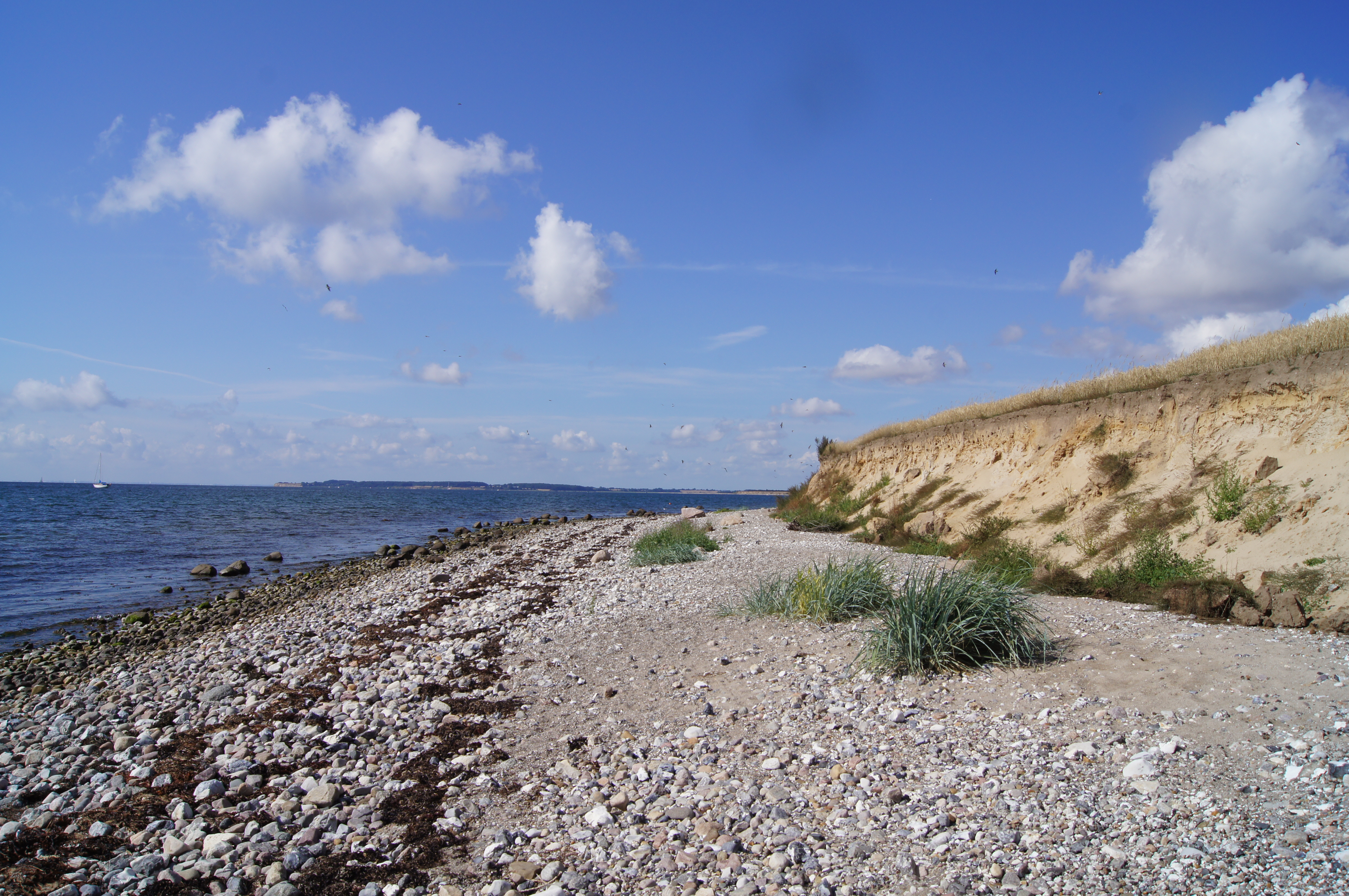
De kust
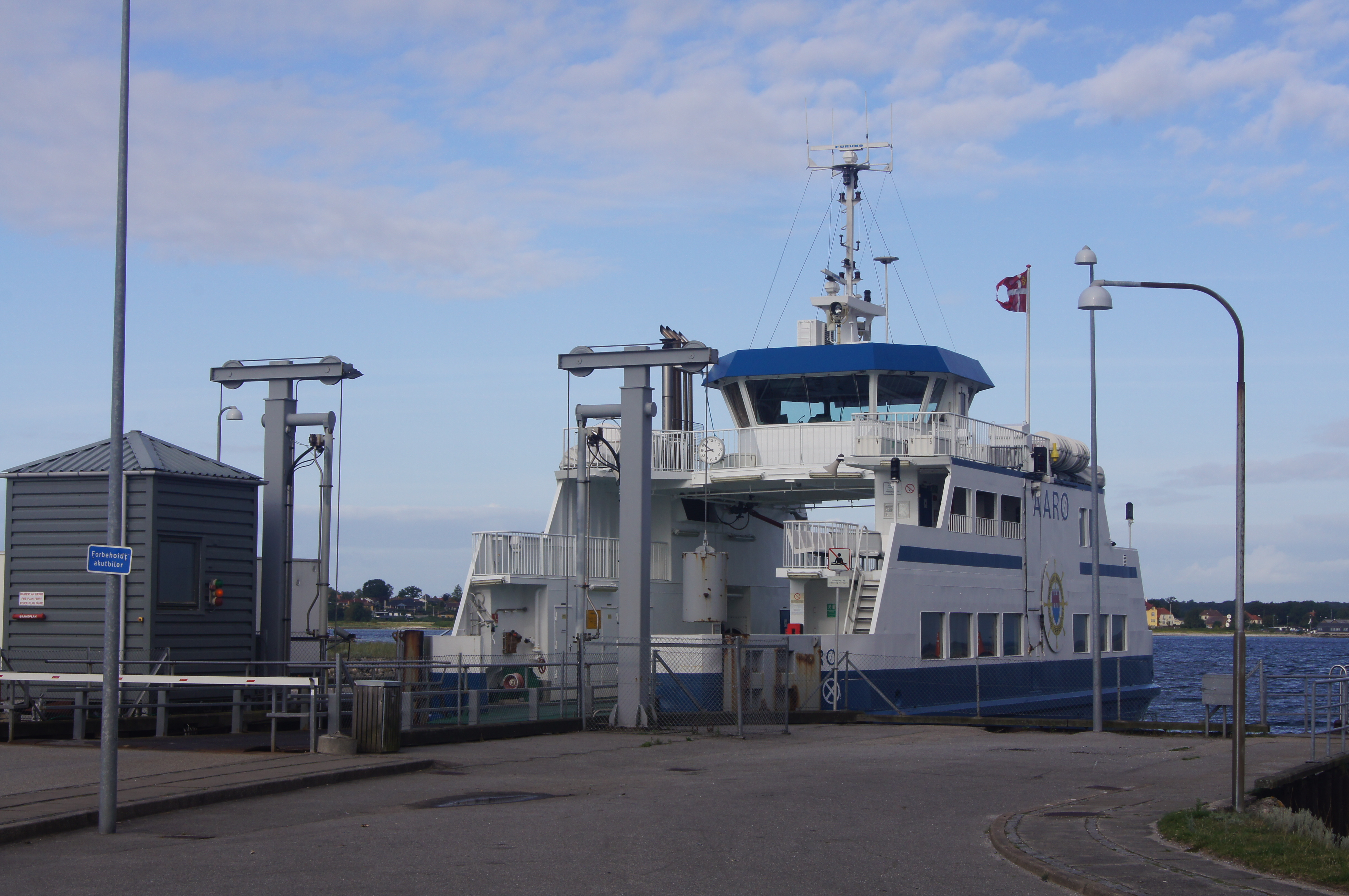
De veerboot
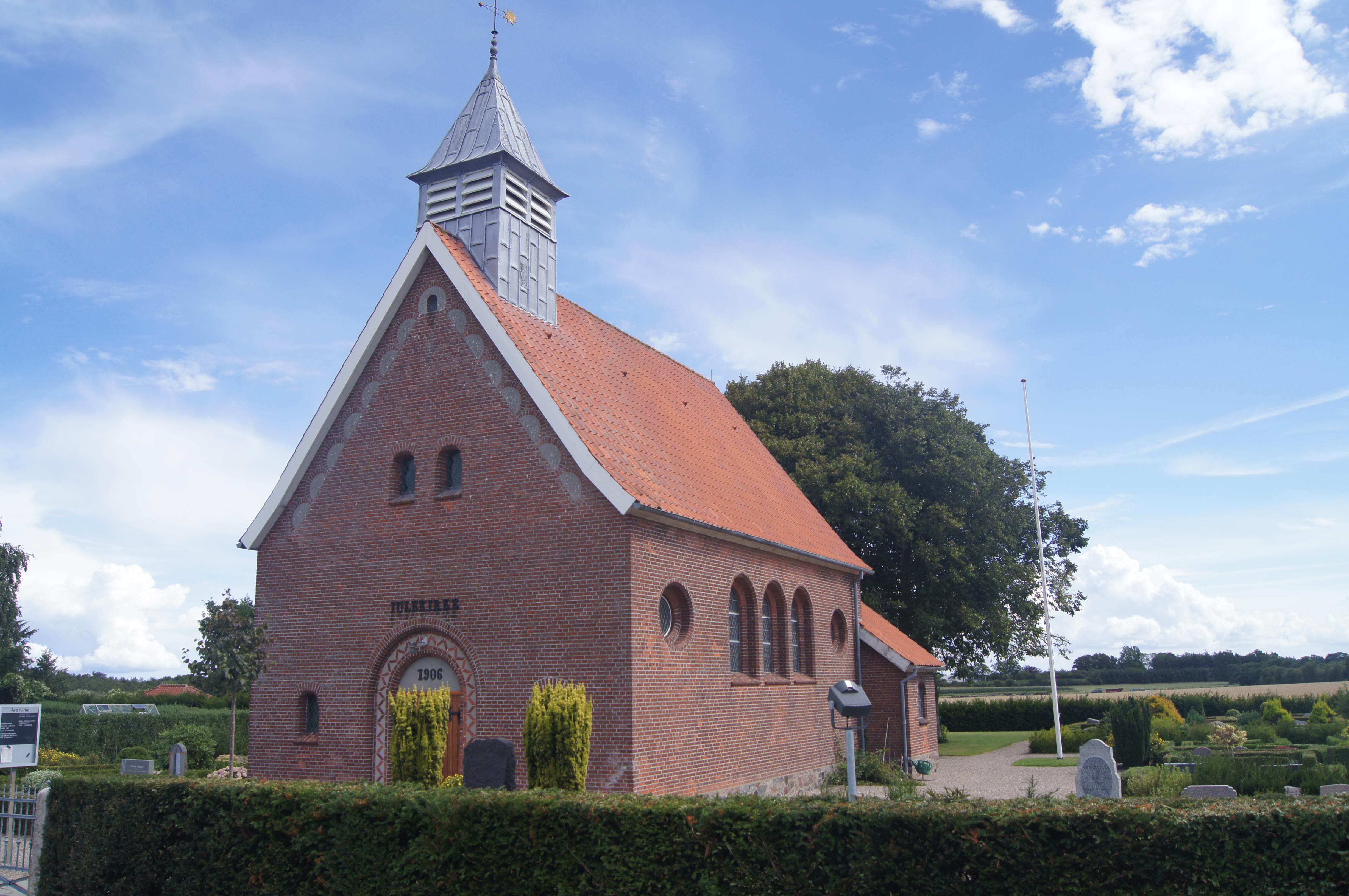
De kerk